# Tablice rejestracyjne w Luksemburgu

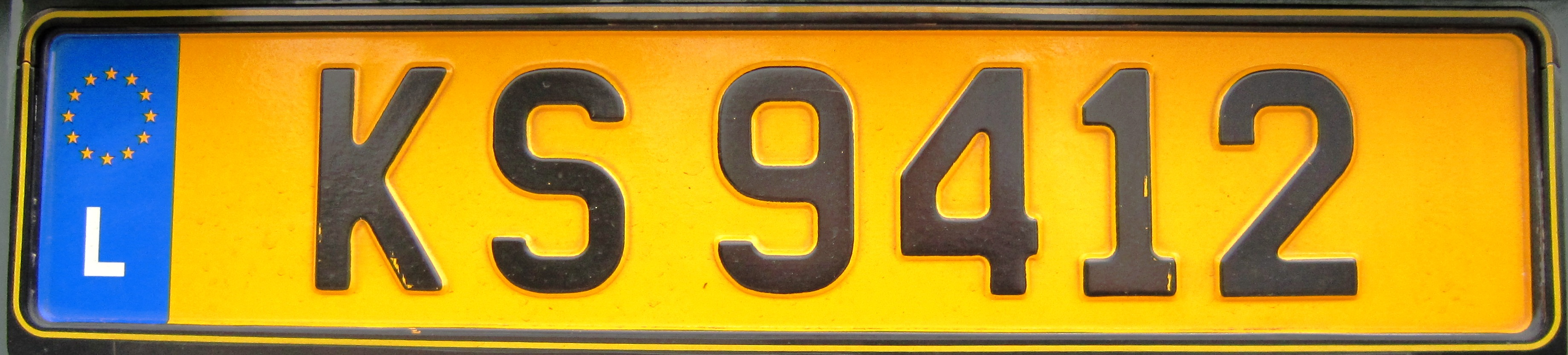
Luksemburska tablica rejestracyjna

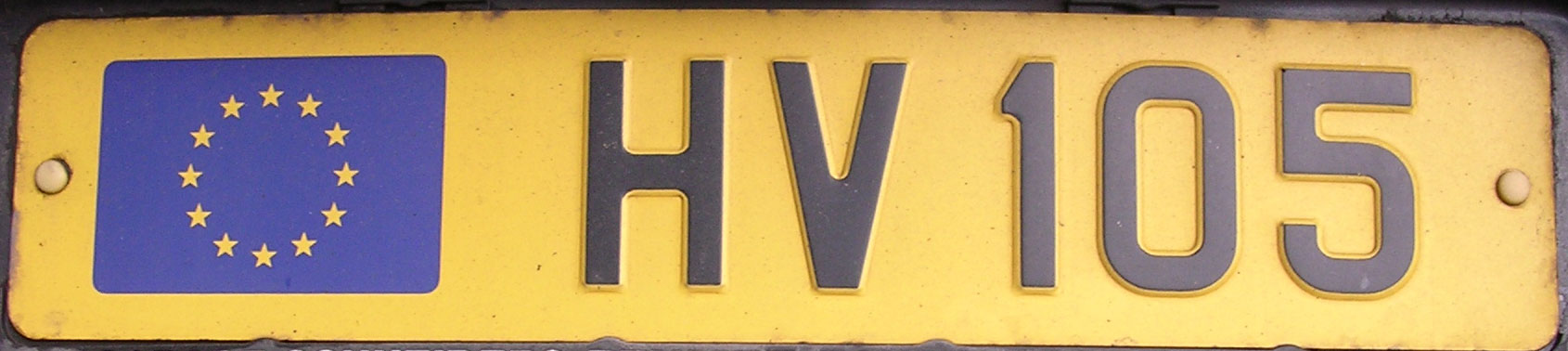
Starsza luksemburska tablica rejestracyjna

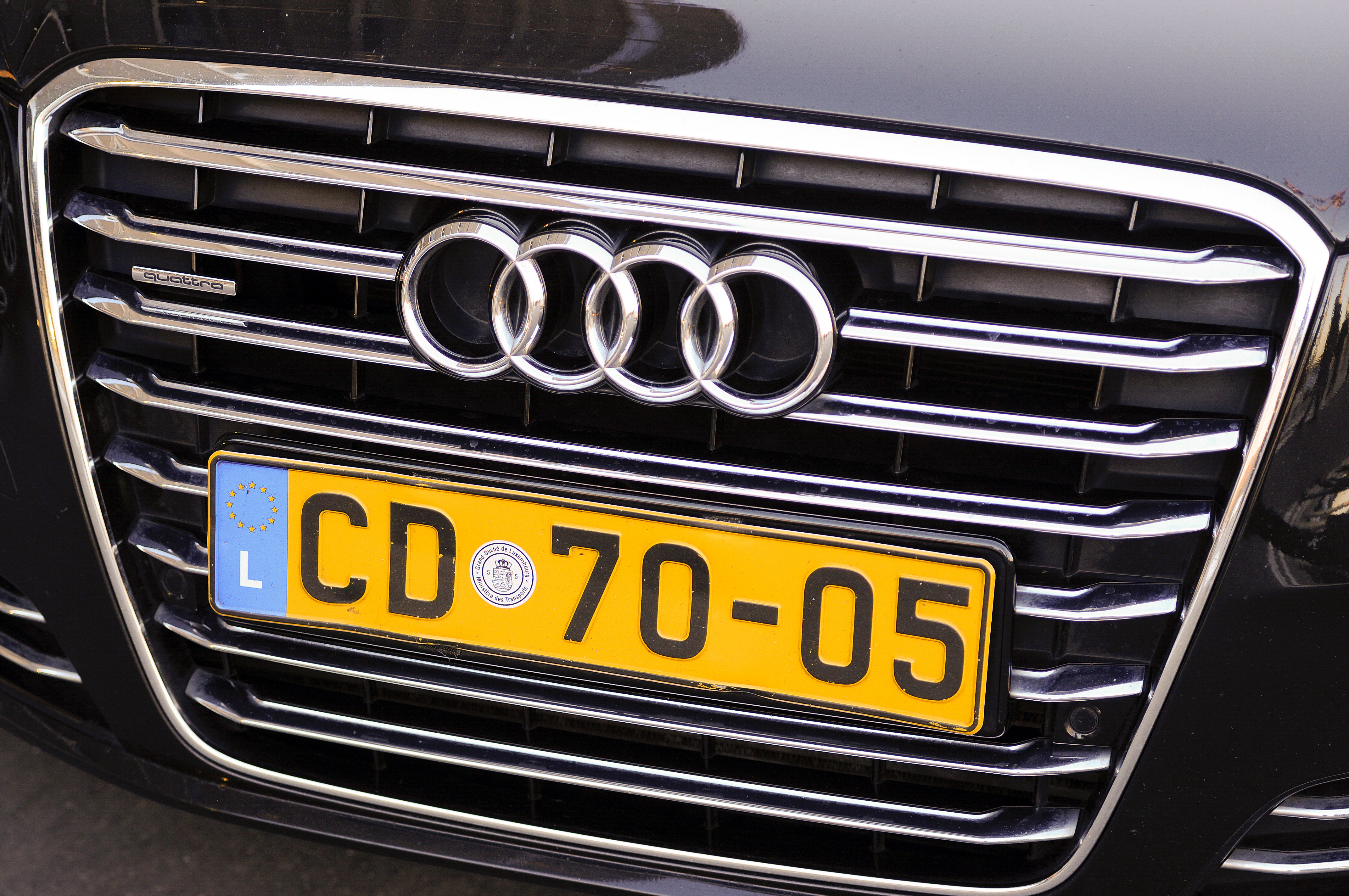
CD tablica

Luksemburskie tablice rejestracyjne – zawierają maksymalnie sześć znaków, w dowolnej z następujących kombinacji: dwie litery i cztery cyfry (XY 1234), literę i cztery cyfry (P 1234), pięć cyfr (12345) lub cztery cyfry (1234). Mają żółte tło i obecnie euroband.
W międzynarodowym kodzie samochodowym Luksemburg ma symbol - L.

## Stare tablice
Starsze tablice rejestracyjne używają formatu XY 123, są już niewytwarzane i stopniowo wycofywane. Mają flagę Unii Europejskiej po lewej stronie, ale nie mają kodu kraju.
Nowy numer rejestracyjny jest przydzielany za każdym razem, gdy pojazd jest sprzedawany lub kupowany.